# Atletik under sommer-OL 2020 - 3000 meter forhindringsløb (damer)
3000 meter forhindringsløb for damer under Sommer-OL 2020 fandt sted den 1. august og 4. august 2021 på Japan National Stadium. 41 atlete deltog.

## Medaljefordeling
| Medaljetagere            | Medaljetagere           | Medaljetagere        | Medaljetagere |
| ------------------------ | ----------------------- | -------------------- | ------------- |
| Guld                     | Sølv                    | Bronze               |               |
| Peruth Chemutai · Uganda | Courtney Frerichs · USA | Hyvin Kiyeng · Kenya |               |

## Turneringsformat
Der er kvalificeret 45 løbere til konkurrencen, der bliver afviklet med 3 indledende heats og finalen. Efter de indledende heats går de fire bedste fra hvert heat og de tre bedste tider direkte til finalen, hvor medaljerne bliver fordelt.

## Tidsplan
Nedenstående tabel viser tidsplanen for afvikling af konkurrencen:
| Dato      | Tid   | Runde  |
| --------- | ----- | ------ |
| 1. august | 09:40 | Heats  |
| 4. august | 20:00 | Finale |

## Resultater

### Runde 1
Kvalifikationsregel: Første 3 I hvert heat (Q) og de næste 6 hurtigste (q) avancerer til finalen.

#### Heat 1
| Placering | Atlet                  | Nationalitet | Resultat | Note  |
| --------- | ---------------------- | ------------ | -------- | ----- |
| 1         | Winfred Yavi           | Bahrain      | 9:10.80  | Q     |
| 2         | Peruth Chemutai        | Uganda       | 9:12.72  | Q, SB |
| 3         | Emma Coburn            | USA          | 9:16.91  | Q     |
| 4         | Geneviève Lalonde      | Canada       | 9:22.64  | q, NR |
| 5         | Purity Cherotich Kirui | Kenya        | 9:30.13  |       |
| 6         | Marwa Bouzayani        | Tunesien     | 9:31.25  | PB    |
| 7         | Lea Meyer              | Tyskland     | 9:33.00  |       |
| 8         | Xu Shuangshuang        | Kina         | 9:34.92  |       |
| 9         | Michelle Finn          | Irland       | 9:36.26  |       |
| 10        | Lomi Muleta            | Etiopien     | 9:45.81  |       |
| 11        | Nataliya Strebkova     | Ukraine      | 9:49.15  |       |
| 12        | Belén Casetta          | Argentina    | 9:52.89  |       |
| 13        | Georgia Winkcup        | Australien   | 9:59.29  |       |
| 14        | Simone Ferraz          | Brasilien    | 10:00.92 |       |

#### Heat 2
| Placering | Atlet                   | Nationalitet   | Resultat | Note  |
| --------- | ----------------------- | -------------- | -------- | ----- |
| 1         | Courtney Frerichs       | USA            | 9:19.34  | Q     |
| 2         | Gesa Felicitas Krause   | Tyskland       | 9:19.62  | Q     |
| 3         | Beatrice Chepkoech      | Kenya          | 9:19.82  | Q     |
| 4         | Zerfe Wondemagegn       | Etiopien       | 9:20.01  | q     |
| 5         | Luiza Gega              | Albanien       | 9:23.85  | q, SB |
| 6         | Genevieve Gregson       | Australien     | 9:26.11  | q     |
| 7         | Tatiane Raquel da Silva | Brasilien      | 9:36.43  | NR    |
| 8         | Regan Yee               | Canada         | 9:41.14  |       |
| 9         | Irene van der Reijken   | Holland        | 9:42.98  |       |
| 10        | Yuno Yamanaka           | Japan          | 9:43.83  |       |
| 11        | Aimee Pratt             | Storbritannien | 9:47.56  |       |
| 12        | Aneta Konieczek         | Polen          | 10:07.25 |       |
| 13        | Zita Kácser             | Ungarn         | 10:43.99 |       |

#### Heat 3
| Placering | Atlet                 | Nationalitet   | Resultat | Note |
| --------- | --------------------- | -------------- | -------- | ---- |
| 1         | Hyvin Jepkemoi        | Kenya          | 9:23.17  | Q    |
| 2         | Maruša Mišmaš-Zrimšek | Slovenien      | 9:23.36  | Q    |
| 3         | Mekides Abebe         | Etiopien       | 9:23.95  | Q    |
| 4         | Valerie Constien      | USA            | 9:24.31  | q    |
| 5         | Elizabeth Bird        | Storbritannien | 9:24.34  | q    |
| 6         | Elena Burkard         | Tyskland       | 9:30.64  |      |
| 7         | Lili Anna Tóth        | Ungarn         | 9:30.96  | PB   |
| 8         | Alicja Konieczek      | Polen          | 9:31.79  |      |
| 9         | Anna Emilie Møller    | Danmark        | 9:31.99  | SB   |
| 10        | Alycia Butterworth    | Canada         | 9:34.25  |      |
| 11        | Amy Cashin            | Australien     | 9:34.67  |      |
| 12        | Eilish Flanagan       | Irland         | 9.34.86  | PB   |
| 13        | Carolina Robles       | Spanien        | 9:45.37  | qR   |
| 14        | Adva Cohen            | Israel         | 10:05.95 |      |

### Finale
| Placering | Atlet                 | Nationalitet   | Resultat | Note |
| --------- | --------------------- | -------------- | -------- | ---- |
| 1         | Peruth Chemutai       | Uganda         | 9.01,45  | NR   |
| 2         | Courtney Frerichs     | USA            | 9.04,79  | SB   |
| 3         | Hyvin Jepkemoi        | Kenya          | 9.05,39  |      |
| 4         | Mekides Abebe         | Etiopien       | 9.06,16  |      |
| 5         | Gesa Krause           | Tyskland       | 9.14,00  |      |
| 6         | Maruša Mišmaš-Zrimšek | Slovenien      | 9.14,84  | NR   |
| 7         | Beatrice Chepkoech    | Kenya          | 9.16,33  |      |
| 8         | Zerfe Wondemagegn     | Etiopien       | 9.16,41  |      |
| 9         | Elizabeth Bird        | Storbritannien | 9.19,68  | NR   |
| 10        | Winfred Yavi          | Bahrain        | 9.19,74  |      |
| 11        | Genevieve Lalonde     | Canada         | 9.22,40  |      |
| 12        | Valerie Constien      | USA            | 9.31,61  |      |
| 13        | Luiza Gega            | Albanien       | 9.34,10  |      |
| 14        | Carolina Robles       | Spanien        | 9.50,96  |      |
|           | Genevieve Gregson     | Australien     |          | DNF  |
|           | Emma Coburn           | USA            |          | DQ   |